# 甘楽カントリークラブ
甘楽カントリークラブ（かんらカントリークラブ）は、群馬県甘楽郡甘楽町にあるゴルフ場である。

## 概要
甘楽カントリークラブは、かつて、照明器具の山田照明株式会社が母体である「山田総業株式会社」が建設し運営していたゴルフ場である。1975年（昭和50年）10月10日、コース設計を安田幸吉に依頼、18ホール規模で開場された。
その後、2006年（平成18年）12月18日、山田総業株式会社は民事再生手続の開始を申請、同年12月22日、再生手続きの開始決定を受けた。
2007年（平成19年）3月、アコーディアゴルフで再建する計画案が可決。同年3月7日、山田総業株式会社は、「株式会社アコーディア・ゴルフ」とスポンサー契約を締結した。スポンサーの選定は、中央三井信託銀行株式会社をアドバイザーに行い、10社を超える企業が参加し、最終的にアコーディア・ゴルフが選定された。
同年5月14日、山田総業株式会社は、再生計画案を会員などの債権者に配布、継続会員のプレー権は維持する。同年6月13日、スポンサー支援型の民事再生計画案が決定し、認可が決定、アコーディア・ゴルフ系列のゴルフ場となり、アコーディア・ゴルフ・アセット合同会社によって運営されている。
コースは、18ホールのほとんどが赤松林でセパレートされ、あたかも林間コースの趣をかもし出している丘陵コースである。また、日本のプロゴルフメジャー大会の1つ、日本ゴルフ協会主催競技でもあり、日本選手権大会に相当する、日本女子オープンゴルフ選手権競技大会の開催実績がある。

## 所在地
〒370-2217 群馬県甘楽郡甘楽町天引1955番地

## コース情報
- 開場日 - 1975年10月10日
- 設計者 - 安田 幸吉

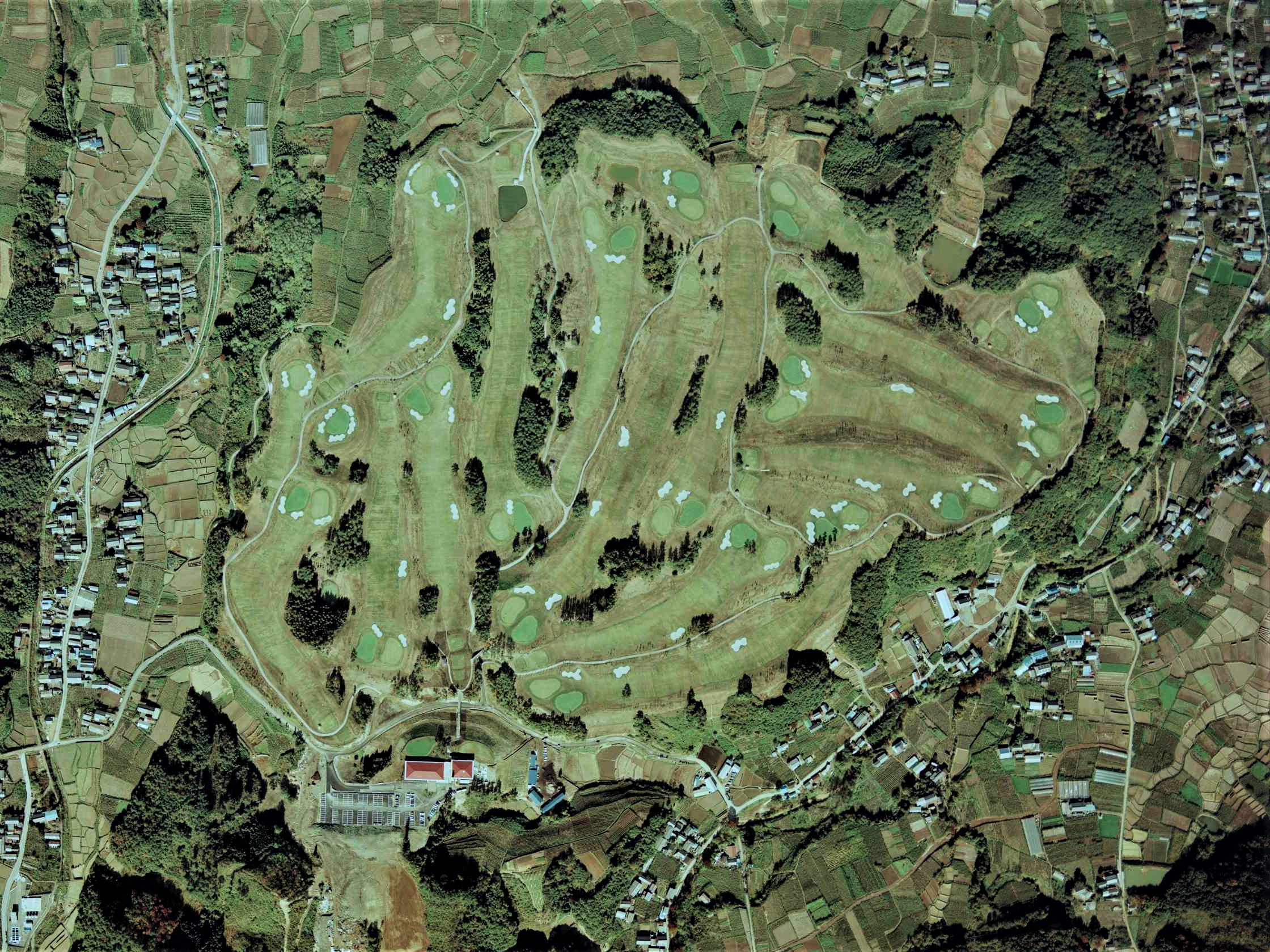
オープン直後の1975年（昭和50年）11月8日撮影の甘楽カントリークラブの空中写真。
。

- 面積 - 1,480,000m2（約44.7万坪）
- コースタイプ - 丘陵コース
- コース - 18ホールズ、パー72、6,928ヤード、コースレート72.7
- グリーン - 2グリーン、ベント（ペンクロス）
- フェアウエイ - コーライ
- ラフ - ノシバ
- プレースタイル - 乗用カート(5人乗り)、自走式
- 練習場 - 10打席 180ヤード
- 休場日 - 毎週月曜日、12月31日、1月1日[7][8]

## ギャラリー
- コース - 「甘楽カントリークラブ」、コースレイアウト

## 交通アクセス
- 鉄道 - JR東日本・上信電鉄 - 高崎駅よりタクシー利用 約30分
- 道路 - 上信越自動車道 - 吉井ICより 9.3km[9]

## メジャー選手権
1984年（昭和59年） - 第17回 日本女子オープンゴルフ選手権競技大会　

## 関連文献
- 『ゴルフ場ガイド 東版』2006-2007、「甘楽カントリークラブ（群馬県）」、東京 ゴルフダイジェスト社、2006年5月、2020年10月28日閲覧